# Fletcherodes brunnea
Fletcherodes brunnea är en fjärilsart som beskrevs av Pierre E.L. Viette 1951. Fletcherodes brunnea ingår i släktet Fletcherodes och familjen snigelspinnare. Inga underarter finns listade i Catalogue of Life.